# AMX-30E
O AMX-30E (E significa España) é um tanque de guerra espanhol baseado no AMX-30 da França. Embora originalmente o governo espanhol tenha procurado adquirir o alemão Leopard 1, o AMX-30 acabou ganhando o contrato devido ao seu preço mais baixo e à capacidade de fabricá-lo na Espanha. 280 unidades foram fabricadas pela Santa Bárbara Sistemas para o Exército Espanhol, entre 1974 e 1983.
Adquirido pela primeira vez em 1970, o tanque deveria complementar a frota espanhola de tanques M47 e M48 Patton dos Estados Unidos e reduzir a dependência da Espanha de equipamentos americanos em seu exército. Os primeiros dezenove tanques AMX-30 foram adquiridos da França em 1970, enquanto outros 280 foram montados na Espanha. Foi o primeiro tanque produzido em massa da Espanha e desenvolveu a indústria do país a ponto de o governo sentir que poderia produzir um tanque por conta própria, levando ao desenvolvimento do projeto do tanque Lince em 1985. Também ofereceu à Santa Bárbara Sistemas a experiência que levou à produção do Leopard 2E no final de 2003. Embora a montagem final tenha sido feita pela Santa Bárbara Sistemas, a produção do AMX-30E também envolveu outras empresas do país. A produção total na Espanha chegou a 65% do tanque.
A frota AMX-30E da Espanha passou por duas modificações separadas no final dos anos 1980, um programa de modernização e um programa de reconstrução. O primeiro, denominado AMX-30EM2 (150 tanques), buscou modernizar e melhorar as características automotivas do veículo, enquanto o segundo, ou AMX-30EM1 (149 tanques), resultou em uma melhoria mais austera da usina do tanque, mantendo o motor existente e substituindo a transmissão. Ambos os programas prolongaram a vida útil do veículo. A frota espanhola de AMX-30EM1s foi substituída no final dos anos 1990 pelo alemão Leopard 2A4, e os AMX-30EM2s foram substituídos por veículos antitanque com rodas Centauro no início do século XXI.
Embora 19 AMX-30Es tenham sido implantados no Saara espanhol em 1970, o tanque nunca entrou em combate. Em 1985, a Indonésia manifestou interesse no AMX-30E, enquanto em 2004 os governos espanhol e colombiano discutiram a possível venda de cerca de 40 AMX-30EM2s. Ambos os acordos comerciais fracassaram.

## Pano de fundo
Em 1960, a frota de tanques da Espanha era composta principalmente por tanques americanos M47 Patton, com alguns tanques M48 Patton mais novos. Os M47s foram adquiridos pelo exército espanhol em meados da década de 1950, substituindo a frota anterior de projetos de tanques Panzer I, T-26 e Panzer IV da década de 1930. Durante a Guerra de Ifni de 1957-58, a proibição dos Estados Unidos do uso de munições americanas fornecidas anteriormente como ajuda militar à Espanha levou a Espanha a procurar equipamentos alternativos que pudessem ser empregados livremente no Saara espanhol.
No início dos anos 1960, a Espanha olhou para seus vizinhos europeus em busca de um novo tanque. O governo espanhol primeiro abordou a Krauss-Maffei, o fabricante alemão do Leopard 1, e a empresa solicitou uma licença de exportação do Ministério da Economia alemão. O status da Espanha como país não pertencente à OTAN significava que a decisão de conceder a licença de exportação deveria ser revista pelo Bundessicherheitsrat ( de), ou BSR, que era responsável pela coordenação da política de defesa nacional. Por fim, o conselho decidiu que a Krauss-Maffei poderia assinar um contrato de exportação com a Espanha. O negócio foi, no entanto, paralisado por pressão do Partido Trabalhista do Reino Unido com base em que o canhão de 105 milímetros do Leopard era tecnologia britânica. Enquanto isso, a Espanha testou o AMX-30 francês entre 2 e 10 de junho de 1964.
O Leopard 1 e o AMX-30 originaram-se de um programa conjunto de desenvolvimento de tanques conhecido como Europanzer. Para um tanque, o AMX-30 tinha uma silhueta ligeiramente pequena; a altura do tanque era de 2,28 metros, em comparação com os 2,6 metros do Leopard. Em termos de letalidade, o projétil antitanque altamente explosivo (HEAT) Obus G do AMX-30 era um dos projéteis mais avançados da época. Como as ogivas HEAT se tornam menos eficientes durante a estabilização do giro induzida pelo estriamento do cano, o Obus G foi projetado para que a ogiva de carga moldada fosse montada em rolamentos de esferas dentro de uma caixa externa, permitindo que o cartucho girasse, estabilizado através do disparo da arma sem afetar a ogiva interna. O Obus G foi projetado para penetrar até quatrocentos milímetros de blindagem de aço. Por outro lado, o Leopard estava armado com o canhão L7A3, capaz de penetrar na blindagem frontal da maioria dos tanques contemporâneos. Embora o Leopard ostentasse maior blindagem do que o AMX-30 - respondendo parcialmente pela diferença de peso entre os dois tanques - este último foi vendido a um preço mais barato.
|                   | Patton M47                              | Patton M48                              | Leopard                              | AMX-30                                  |
| ----------------- | --------------------------------------- | --------------------------------------- | ------------------------------------ | --------------------------------------- |
| Peso              | 46,44 toneladas                         | 53,5 toneladas                          | 42.2 toneladas                       | 36 toneladas                            |
| Canhão            | canhão raiado L/48 M36 de 90 milímetros | canhão raiado L/48 M41 de 90 milímetros | canhão raiado L7A3 de 105 milímetros | canhão raiado L/56 F2 de 105 milímetros |
| Munição           | 71 rodadas                              | 62 rodadas                              | 55 rodadas                           | 50 rodadas                              |
| Autonomia         | 128 quilômetros (80 mi)                 | 482,8 quilômetros (300,0 mi)            | 600 quilômetros (370 mi)             | 500-600 quilômetros (310-370 mi)        |
| Potência do motor | 810 PS (595,75 kW)                      | 750 PS (551,62 kW)                      | 830 PS (610 kW)                      | 680 PS (500,14 kW)                      |
| Velocidade máxima | 48 quilômetros por hora (30 mph)        | 48,28 quilômetros por hora (30,00 mph)  | 62 quilômetros por hora (39 mph)     | 65 quilômetros por hora (40 mph)        |

Em maio de 1970, o governo espanhol decidiu assinar um contrato com a empresa francesa GIAT para iniciar a produção do AMX-30. Porém, não foram as vantagens do próprio veículo francês que influenciaram a decisão. Em vez disso, foi a relutância do Reino Unido em vender seu canhão L7, o baixo custo do AMX-30 e a oferta francesa de permitir que a Espanha fabricasse o tanque que levou o exército espanhol a favorecer o veículo blindado francês.

## Produção

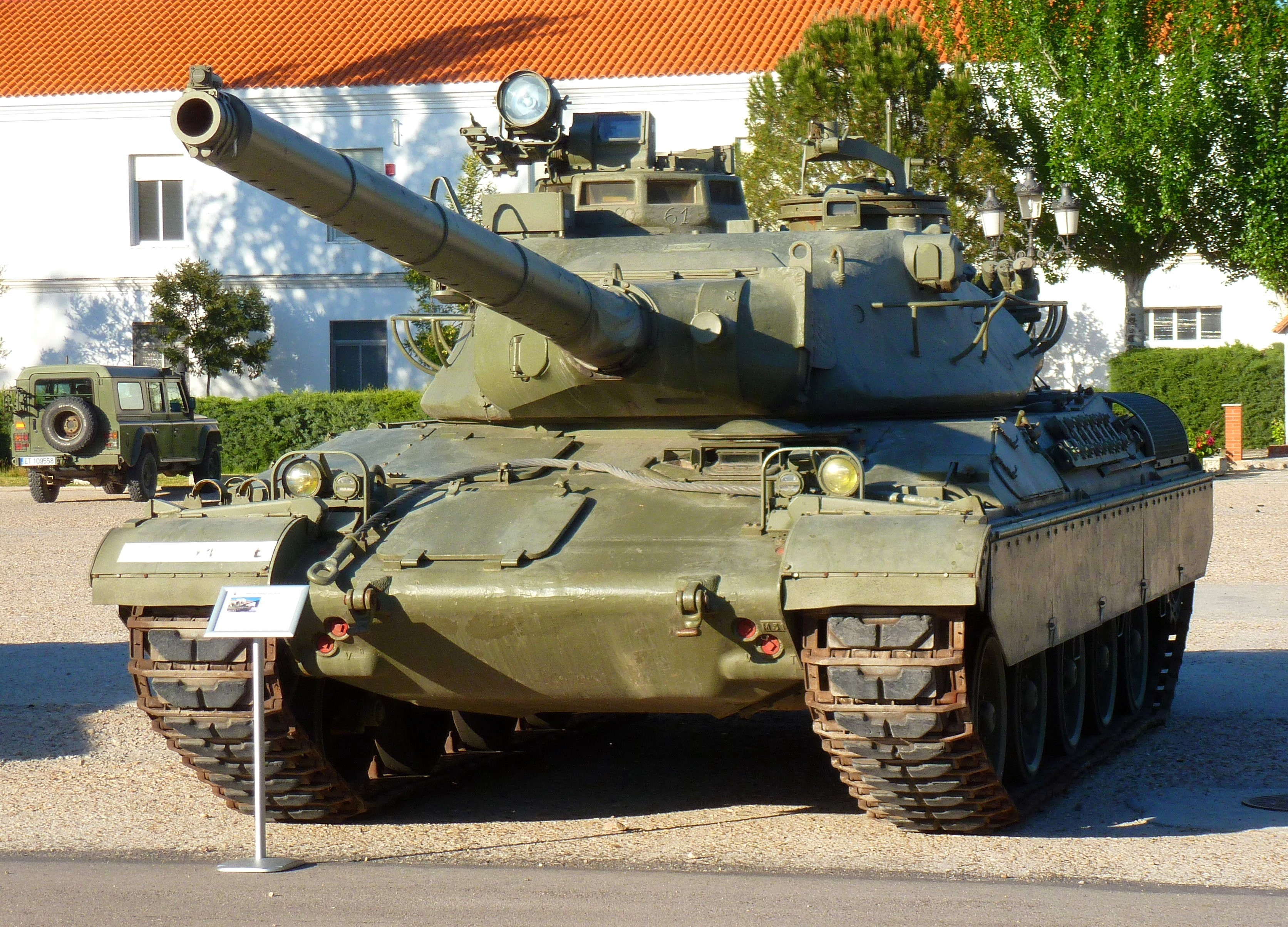
Vista frontal de um AMX-30E

Em 22 de junho de 1970, o Ministério da Defesa espanhol assinou um acordo de cooperação militar com a França, que delineava planos para a futura aquisição de cerca de duzentos tanques para o Exército espanhol. Destes, 180 seriam fabricados sob licença na Espanha e vinte na França. Por fim, o GIAT foi contratado para fabricar dezenove tanques. Estes foram entregues à empresa Bakali da Legião Espanhola, destacada no Saara Espanhol. Os seis primeiros AMX-30 foram entregues por via férrea à cidade fronteiriça espanhola de Irún, no País Basco, e depois transferidos para Bilbau. Por fim, foram embarcados pela Marinha espanhola, no transporte Almirante Lobo, para El Aaiún no Saara espanhol. Esta unidade existiu até 1975, quando foi dissolvida e seus tanques transferidos para o Regimento de Infantaria Mecanizada Uad-Ras.

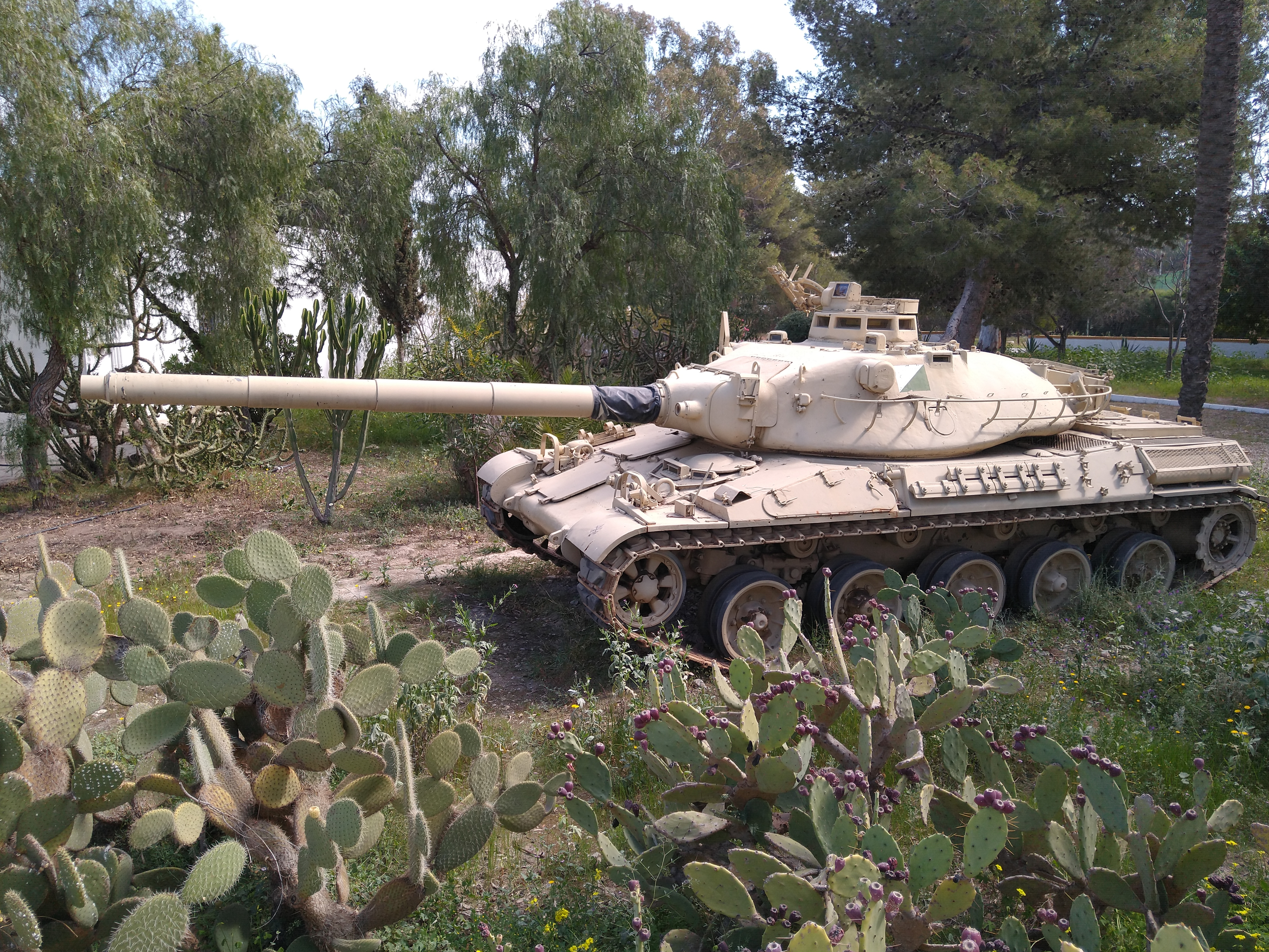
Um AMX-30E na Coleção Museográfica da Legião Espanhola em Almería

Este acordo lançou as bases para a próxima fábrica de tanques no polígono industrial de Las Canteras, perto da cidade de Alcalá de Guadaíra. Várias partes do tanque foram subcontratadas para outras empresas espanholas, incluindo Astilleros Españoles (torre), Boetticher, Duro Felguera e EN Bazán. O grau de produção local variou por lote. Os primeiros vinte tanques deveriam ter 18% de cada veículo fabricado na Espanha; os próximos quarenta teriam quarenta por cento do veículo fabricado na Espanha. Os outros 120 tinham 65% do tanque fabricado no país. A produção começou em 1974, a uma taxa de cinco tanques por mês, e terminou em 25 de junho de 1979. Os primeiros cinco tanques foram entregues ao Regimento de Infantaria Mecanizada Uad Ras em 30 de outubro de 1974. Este lote também substituiu os tanques leves M41 Walker Bulldog e M48 Patton no Regimento de Cavalaria Blindada Villaviciosa e no Regimento de Infantaria Blindada Alcázar de Toledo, recebendo 23 e 44 tanques, respectivamente.
Em 27 de março de 1979, antes do fim da produção do primeiro lote, o Exército Espanhol e a Santa Bárbara Sistemas assinaram um contrato para a produção e entrega de um segundo lote de cem AMX-30Es. Em 1980, depois que o ducentésimo AMX-30E foi entregue ao Exército espanhol, a patente do tanque foi concedida à Espanha. Isso permitiu que pequenas modificações fossem feitas no veículo sem a necessidade de consultar o GIAT. Também significou que o grau de construção local de cada veículo aumentou consideravelmente. A produção do segundo lote durou entre 1979 e 1983. Quando a produção terminou, o Exército espanhol colocou em campo 299 AMX-30Es (280 produzidos entre 1974 e 1983 e dezenove entregues da França em 1970) e quatro veículos de treinamento entregues em 1975. A Santa Bárbara Sistemas também fabricou dezoito veículos antiaéreos Roland España (denominados AMX-30RE) e dez veículos blindados de recuperação AMX-30D. O custo médio por tanque, no primeiro lote, foi de 45 milhões de pesetas (642.800 dólares). O custo por tanque aumentou durante o segundo lote para 62 milhões de pesetas (885.700 dólares).

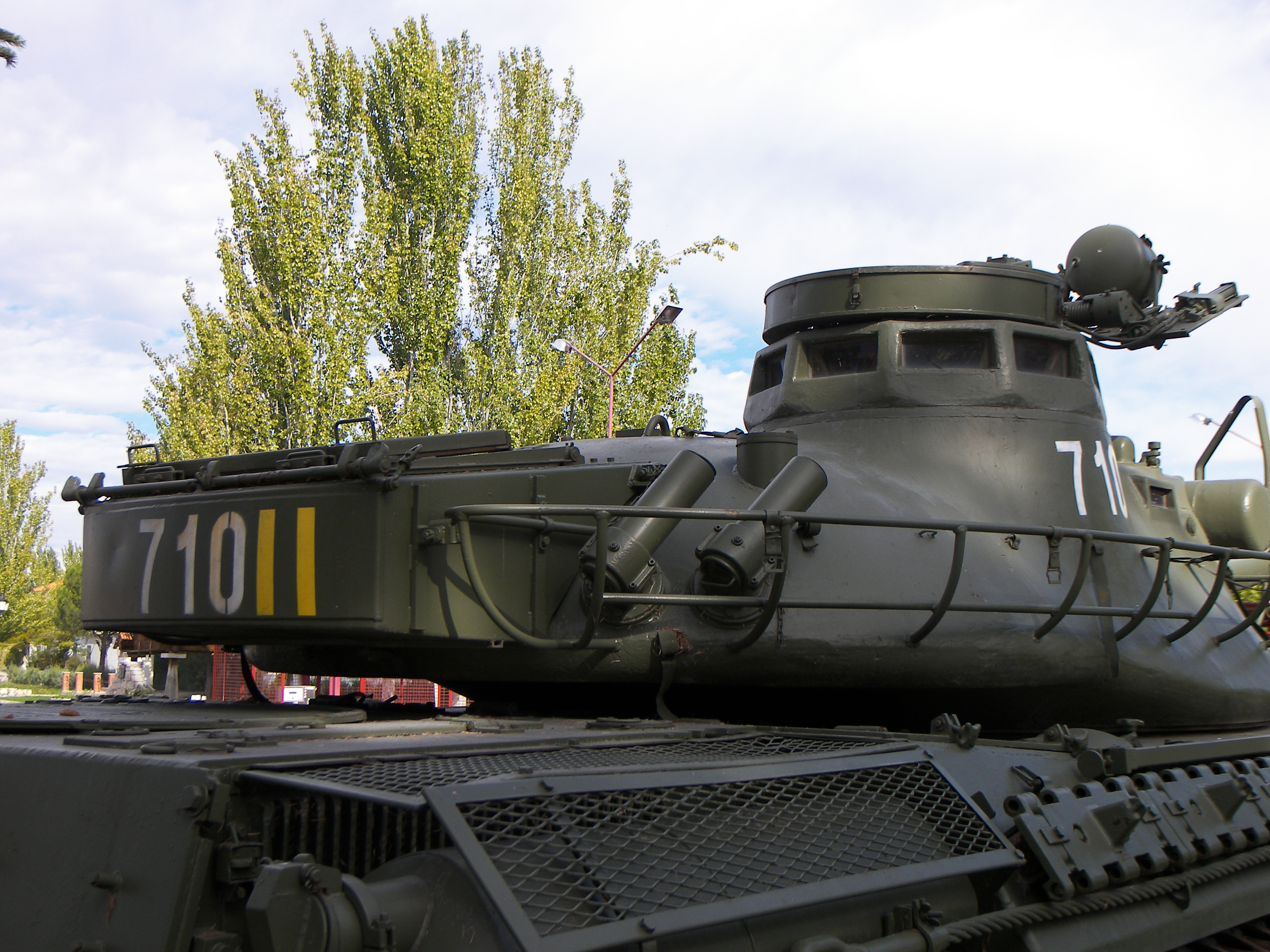
Close-up da parte traseira da torre do AMX-30E, lançadores de granadas e escotilha do comandante

Embora novo, o AMX-30E entrou em serviço com problemas automotivos, incluindo problemas com a antiquada transmissão 5SD-200D. Consequentemente, quando o primeiro lote de produção começou a terminar, o Exército Espanhol e a Santa Bárbara Sistemas começaram a estudar possíveis atualizações. Os principais objetivos eram aumentar a potência e a confiabilidade do pacote de energia, melhorar o poder de fogo e a precisão do tanque, bem como aumentar a proteção balística do veículo e a capacidade de sobrevivência geral. Vários pacotes de modernização foram propostos, incluindo uma sugestão para montar a torre do AMX-30E no chassi de um Leopard 1. Outras opções incluíam a troca do pacote de energia existente por um novo motor e transmissão a diesel americano ou a troca do pacote de energia por um novo motor e transmissão a diesel alemão. Versões mais austeras dessas mesmas opções foram oferecidas, combinando o motor HS-110 existente com as já mencionadas transmissões. Outro protótipo foi produzido usando os trilhos mais modernos do Leopard, e outro protótipo similar montou uma nova metralhadora de 12,7 milímetros para a posição do carregador. O GIAT da França também se ofereceu para modernizar os AMX-30Es da Espanha para os padrões AMX-30B2, uma modernização aplicada aos AMX-30s franceses.

### Modernização
Por fim, foi escolhida uma solução mista denominada Tecnología Santa Bárbara-Bazán (ou TSB). A melhoria da mobilidade do tanque envolveu a substituição do motor diesel HS-110 por um motor diesel MTU 833 Ka-501, produzindo 850 cavalos de potência (625 quilowatts) e a transmissão com uma alemã ZF LSG-3000, compatível com motores de até 1 500 cavalos de potência (1 103 quilowatts). Os primeiros trinta motores deveriam ter cinquenta por cento do motor fabricado na Espanha; o restante, 73%, seria produzido localmente. Este novo motor deu ao tanque modernizado uma relação de potência de 23 cavalos de potência por tonelada. O novo motor foi acoplado à suspensão de barra de torção aprimorada do AMX-30B2, que usava barras de torção de diâmetro maior e novos choques.

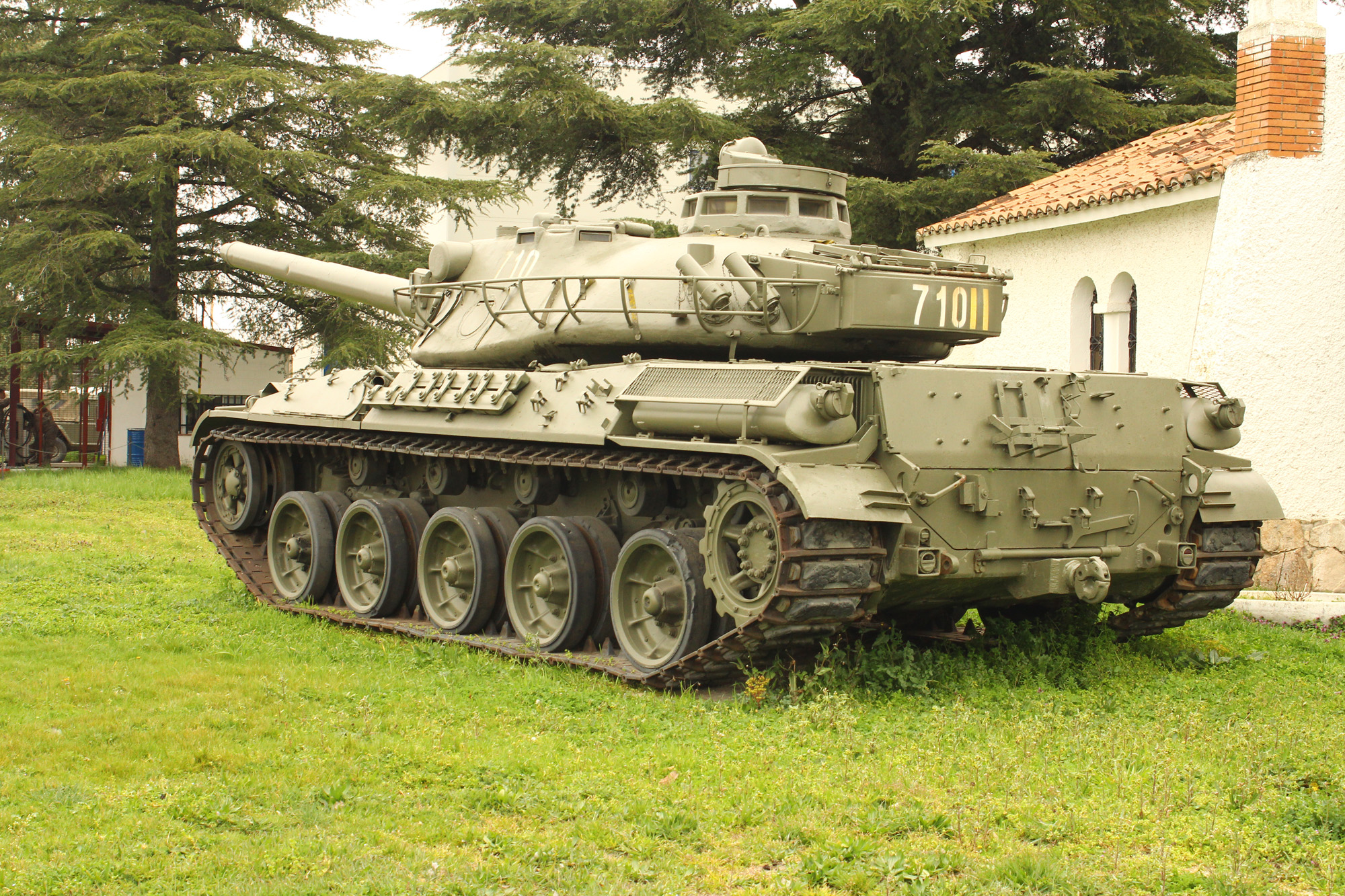
Uma vista lateral e traseira do AMX-30E em exibição em El Goloso

Para melhorar o poder de fogo do tanque, o suporte do canhão ao redor da escotilha da torre do carregador foi modificado para permitir a instalação de uma metralhadora de 12,7 milímetros, enquanto o poder de fogo da arma principal foi aumentado através da introdução do novo penetrador por energia cinética CETME437A. A precisão da arma foi melhorada com a instalação da nova modificação do sistema de controle de fogo A/D Mark 9, projetado pela Hughes Aircraft Company. O novo sistema permitiu disparar durante as operações diurnas e noturnas e aumentou a probabilidade de impacto no primeiro tiro. O sistema de controle de fogo também foi modernizado através da troca do antigo periscópio do artilheiro M282 por um novo periscópio e um novo telêmetro a laser Nd:YAG. Foi emitido um novo computador balístico, o NSC-800, bem como um novo painel digital para o artilheiro, projetado e fabricado pela empresa espanhola INISEL. O comandante do tanque também recebeu uma unidade de controle que permitia a escolha da munição do canhão e fornecia informações sobre a balística do projétil e do alvo a ser atacado. Como resultado, o carregador recebeu uma unidade de apresentação para exibir informações sobre qual cartucho carregar na culatra do canhão e para comunicar os dados balísticos recebidos, incluindo velocidade angular, velocidade do vento, elevação do canhão e inclinação do veículo. O sistema de controle de fogo também permitiu a atualização futura para um sistema de estabilização mais sofisticado para o canhão principal do tanque. As melhorias na capacidade de sobrevivência incluíram a adição de novas placas laterais de aço, um novo sistema de geração de fumaça ligado ao motor e um novo sistema de supressão de incêndio.
150 AMX-30Es receberam este pacote de modernização e foram designados AMX-30EM2s. O programa começou em 1989 e terminou em 1993. Em última análise, os AMX-30EM2 da Espanha foram substituídos por novos veículos antitanque Centauro, que foram parcialmente fabricados na Espanha, no início do século XXI.

### Reconstrução
Os outros 149 AMX-30Es foram reconstruídos para melhorar a sua mobilidade. A reconstrução consistiu na substituição da transmissão original francesa pela americana Allison CD-850-6A. Além disso, diversas partes do tanque, como os freios, foram reformadas para adequá-los aos padrões originais. O CD-850-6A era uma transmissão automática, com diferencial triplo proporcionando duas velocidades de avanço e uma de ré. No entanto, a nova transmissão resultou em um novo problema. O calor excessivo produzido pela transmissão reduziu a autonomia do veículo. A reconstrução dos 149 AMX-30Es começou em 1988, e estes foram designados AMX-30EM1s. No início da década de 1990, a Espanha recebeu um grande número de tanques M60 Patton, substituindo sua frota de M47 e M48, bem como seus AMX-30EM1.

## Exportação

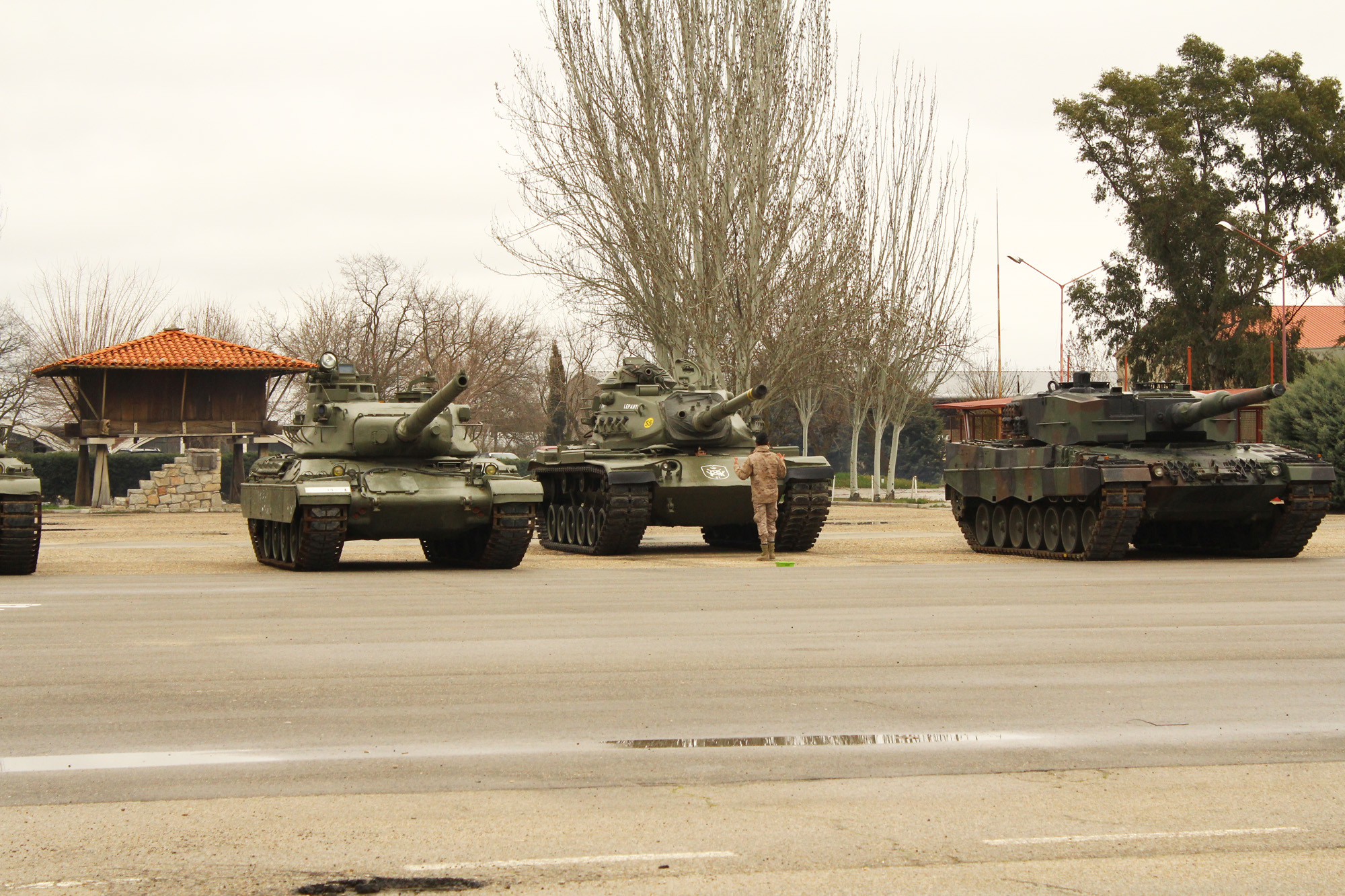
Da esquerda para a direita: um AMX-30E, um M60 Patton e um Leopard 2A4 no Museu de Unidades Blindadas de El Goloso.

Em meados da década de 1980, a Indonésia abordou a Espanha numa tentativa de adquirir armamento para a modernização das suas forças armadas. Dos possíveis armamentos à venda, a Indonésia manifestou interesse na aquisição do AMX-30. Embora este acordo tenha fracassado, em 2004 os governos espanhol e colombiano concordaram na venda de 33 a 46 AMX-30EM2 usados, que haviam sido recentemente substituídos no Exército espanhol. No entanto, o acordo foi cancelado depois que José María Aznar foi substituído por José Luis Rodríguez Zapatero como primeiro-ministro da Espanha - o novo governo espanhol declarou que o país nem sequer tinha AMX-30EM2 suficientes em condições de funcionamento para vender à Colômbia.